# 豊島区立西池袋中学校
豊島区立西池袋中学校（としまくりつ にしいけぶくろちゅうがっこう）とは、東京都豊島区西池袋四丁目に所在する区立中学校。

## 概要
2005年（平成17年）に豊島区立道和中学校と豊島区立真和中学校の統合校として開校したことをはじめとする豊島区立中学校。

## 沿革
- 2005年（平成17年）4月1日 - 豊島区立道和中学校と豊島区立真和中学校の統合し、旧真和中学校の校舎で開校。
- 2006年（平成18年）4月1日 - 旧道和中学校校舎の改築工事が完工、学校機能を移転。
- 2010年（平成22年）4月1日 - 新校舎の建設に伴い仮校舎に学校機能を移転。
- 2012年（平成24年）8月26日 - 新校舎が竣工し、落成式を挙行。
- 2015年（平成27年）11月7日 - 開校10周年記念式典・祝賀会。

## 通学区域
- 西池袋一～五丁目
- 池袋一～四丁目
- 目白四丁目5番～14番と26番～31番、目白五丁目
- 南長崎一・二丁目
- 長崎一～三丁目

同じ通学区域を持つ豊島区立小学校は池袋第三小学校と池袋小学校、富士見台小学校、長崎小学校である。